# Braunau (district)
Het politieke district Bezirk Braunau in de Oostenrijkse deelstaat Opper-Oostenrijk ligt in het centrum van het land, ten noorden van het geografisch middelpunt. Het district ligt in het westen van Opper-Oostenrijk en grenst in het noorden aan Duitsland. Er wonen ongeveer 100.000 mensen. Het district bestaat uit een aantal steden en gemeenten, die hieronder zijn opgesomd.

## Onderverdeling

### Steden
1. Braunau am Inn (16.337)
2. Mattighofen (5087)
3. Altheim (4875)

### Gemeenten
1. Aspach (2339)
2. Helpfau-Uttendorf (3243)
3. Mauerkirchen (2297)
4. Ostermiething (2880)
5. Auerbach (504)
6. Burgkirchen (2546)
7. Eggelsberg (2105)
8. Feldkirchen bei Mattighofen (1829)
9. Franking (845)
10. Geretsberg (1063)
11. Gilgenberg am Weilhart (1221)
12. Haigermoos (545)
13. Handenberg (1329)
14. Hochburg-Ach (2978)
15. Höhnhart (1397)
16. Jeging (595)
17. Kirchberg bei Mattighofen (1008)
18. Lengau (4411)
19. Lochen am See (2317)
20. Maria Schmolln (1271)
21. Mining (1166)
22. Moosbach (916)
23. Moosdorf (1388)
24. Munderfing (2680)
25. Neukirchen an der Enkach (2102)
26. Palting (867)
27. Perwang am Grabensee (718)
28. Pfaffstätt (948)
29. Pischelsdorf am Engelbach (1641)
30. Polling im Innkreis (919)
31. Roßbach (943)
32. St. Georgen am Fillmannsbach (399)
33. St. Johann am Walde (2064)
34. St. Pantaleon (3054)
35. St. Peter am Hart (2394)
36. St. Radegund (580)
37. St. Veit im Innkreis (366)
38. Schalchen (3510)
39. Schwand im Innkreis (846)
40. Tarsdorf (1938)
41. Treubach (749)
42. Überackern (590)
43. Weng im Innkreis (1389)